# Élisabeth Rigal
 (juin 2023).
Élisabeth Rigal, née le 30 juin 1950, à Carmaux (Tarn), est une philosophe française contemporaine, et une traductrice.  
Elle a été l'épouse du philosophe Gérard Granel (1930-2000) et est l'exécutrice littéraire de son œuvre.  

## Biographie
Après avoir enseigné dans le secondaire comme agrégée de philosophie, elle est entrée au Centre National de la recherche scientifique (CNRS) comme chercheuse, d'abord aux Archives Husserl de Paris (École normale supérieure (Paris), puis au CRHI rattaché à l'université de Nice-Sophia Antipolis, enfin au CEPERC rattaché à l'université d'Aix-Marseille. Tout au long de sa carrière, elle a aussi régulièrement donné des cours de philosophie contemporaine à l’université Toulouse-Jean-Jaurès. 
De 1989 à 1995, elle a été directrice de programme au Collège International de Philosophie (CIPh), et depuis, elle y assure fréquemment des séminaires. 
Outre un séminaire au CIPh à Paris, elle est chargée de cycles de philosophie (principalement de philosophie politique) dans les universités populaires toulousaines. 
Elle a collaboré aux Éditions Trans-Europ-Repress (T.E.R.),, fondées par Gérard Granel en 1980, et en assure aujourd'hui la direction littéraire. 
Elle a participé aux jurys du Prix des Rencontres Philosophiques de Monaco (Prix 2016, 2017, 2018 et 2019).

## Publications

### Direction d'ouvrages collectifs
- Élisabeth Rigal (éd.) Jaakko Hintikka : Questions de logique et de phénoménologie , Paris, Vrin, coll. Problèmes & Controverses, 1998, 338 p.  (ISBN 978-2711612420)
- Élisabeth Rigal (éd.), Wittgenstein (1889-1951) : État des lieux, Paris, Vrin, coll. « Problèmes & Controverses », avril 2008, 400 p. (ISBN 978-2-7116-1959-7)
- Élisabeth Rigal (éd.), Wittgenstein et les mathématiques, TER, 2004,162 p.  (ISBN 2 905670 44 4)
- Direction de deux numéros de la revue Philosophie (Minuit) : Wittgenstein, Recherches philosophiques (I), no 84, 2004, 90 p ; Recherches philosophiques (II), no 86, 2005, 85 p
- Camille Fallen, Bénédicte Gorrillot & Élisabeth Rigal (éds), Avec Michel Deguy : Poétique & Philosophie, Revue des sciences humaines, 332, 4/2018, 224 p.  (ISBN 978-2913761797)
- Jean-Luc Nancy & Élisabeth Rigal (éds), (Re)lire “Être et temps” aujourd'hui, TER, 2020, 252 p.  (ISBN 2 905670 63 0)

### Traductions
- L. Wittgenstein, Les Cours de Cambridge 1930-1932, trad. de l'anglais par É. Rigal, TER, 1988, 146 p., Collection : TER bilingue  (ISBN 2 905670 05 3)
- L. Wittgenstein, Les Cours de Cambridge 1932-1935, trad. de l'anglais par É. Rigal, TER, 1992, 276 p. Collection : TER bilingue  (ISBN 2 905670 34 7)
- L. Wittgenstein, Cours sur les fondements des mathématiques, Cambridge 1939, trad. de l'anglais par É. Rigal, TER, 1995, 326 p., Collection : TER bilingue  (ISBN 2 905670 36 3).
- L. Wittgenstein, Les Cours de Cambridge 1946-1947, trad. de l'anglais par É. Rigal, TER, 2001, 366 p. Collection : TER bilingue  (ISBN 2 905670 42 8).
- L. Wittgenstein, Philosophica II ["Notes sur l'expérience privée et les sense data", "Le langage des sense data et de l'expérience privée", "Notes pour la conférence philosophique"], trad. de l'anglais par É. Rigal, TER, 1999, 256 p. Collection : TER bilingue  (ISBN 978-2905670410)
- L. Wittgenstein, Philosophica III (Conférence sur l'éthique, Remarques sur le Rameau d'or de Frazer, Cours sur la liberté de la volonté], trad. de l'anglais et de l'allemand par J.-P Cometti, G. Granel & É. Rigal, TER, 2001, 76 p., Collection : TER bilingue  (ISBN 2 905670 45 2)
- L. Wittgenstein, Recherches philosophiques, trad. de l'allemand par F. Dastur, M. Élie, J.-L Gautero, D. Janicaud & É. Rigal, Avant-propos et apparat critique É. Rigal, Galllimard, 2005, 370 p.  (ISBN 978-2070758524)
- L. Wittgenstein, Philosophica IV [contient notamment "Préface au Dictionnaire à l'usage des écoles publiques", "Quelques remarques sur la forme logique", "Cause et effet: saisie intuitive], trad. de l'anglais et de l'allemand par J.-P Cometti & É. Rigal, TER, 2005, 128 p.  (ISBN 2 905670 47 9)
- L. Wittgenstein, Fiches, trad. de l'allemand par J.-P Cometti & É. Rigal, Gallimard, 2008[6]  (ISBN 9782070758531)
- L. Wittgenstein, Correspondance philosophique, réunie et traduite par Élisabeth Rigal, Gallimard, 2015[7].  (ISBN 978-2070127658)
- G. H. von Wright, Wittgenstein, trad. de l'anglais par  É. Rigal, TER, 1986, 236 p. (ISBN 2 905670 18 5)
- P. M. S Hacker, "Essayait-il donc de le siffler"  von Wright, trad. de l'anglais par  J.-L. Gautero & É. Rigal, Wittgenstein, Cerf, 2013, p. 103-16 (ISBN 978-2204086851)

### Études et articles (sélection)
- "La maison de Wittgenstein et le cône de Bernhard", Penser, dessiner, construire, Céline Poisson dir., L’Éclat, 2007, p. 189-212"
- "Le Witz du jeu de langage", Wittgenstein, État des lieux, Élisabeth Rigal (éd.), Vrin, 2008, p. 228-258.
- "Pour une redéfinition de la charte rationnelle : Desanti en dialogue avec Husserl", Penser avec Desanti, D. Pradelle & F.-D Sebbah éds, TER, 2010, p. 133-158.  (ISBN 2 905670 52 5)
- "De la peinture comme 'contre-perception' : Sur le 'tournant théologique' de l'esthétique phénoménologique", La part de l'œil, no 25-26, 2010-201, p. 237-247  (ISBN 9782930174426)
- "Un chemin pour la phénoménologie", Gérard Granel ou la rigueur du dénuement (ouvrage collectif), TER, 2012, p. 61-94  (ISBN 2 905670 58 4)
- "L'inflexion wittgensteinienne", L'archipolitique de Gérard Granel (ouvrage collectif), TER, 2013, p. 287-305  (ISBN 2 905670 59 2)

- "De l'histoire comme destinerrance", Jacques Derrida, La philosophie hors de ses gonds, M. Goldschmit éd., TER, 2017, p. 33-56.  (ISBN 2 905670 62 2)

- Le Dichterisch aber wohnet der Mensch en version deguyenne, Avec Michel Deguy : Poétique & Philosophie, Camille Fallen, Bénédicte Gorrillot & Élisabeth Rigal (éds), Revue des sciences humaines, 332, 4/2018, 224 p.  (ISBN 978-2913761797)
- "Nietzsche et le nihilisme", L'énigme Nietzsche, Isabelle Alfandary & Marc Goldschmit dir., Manucius, 2019, p. 81-99
- "Los Altercados de Wittgenstein con el Cientificismo", Wittgenstein y la Cienca, Alejandro Tomasini Bassols dir., Procesos Editoriales San José, Mexico, 2020
- "Les approches heideggériennes (Michel Deguy, Gérard Granel, Gérard Guest, Reiner Schürmann)", Wittgenstein en France Pascale Gillot & Élise Marrou dir., Kimé, 2022, p. 127-149
- "L’affaire de la poésie", Po&sie, n° 181-182 (DEGUY), 2022, p. 195-191
- "Sentido y retos del intuicionismo husserliano", Razón y Responsabilidad, Homaje a Rosemary Rizo-Patron, Germas Vargas Guillen & Marianna Chu Garcia dir., Fondo Editorial PUCP, Lima, 2022, p. 125-141